# NCSA HTTPd
O NCSA HTTPd foi um servidor web desenvolvido originalmente pelo NCSA por Robert McCool dentre outros. Ele é um dos primeiros servidores web desenvolvidos, junto com o servidor desenvolvido no CERN por Tim Berners-Lee (o primeiro web server desenvolvido) e o servidor Plexus desenvolvido por Tony Sanders. Por algum tempo, o NCSA HTTPd era o servidor que junto com o navegador Mosaic, o cliente, formavam a World Wide Web. Ele também introduziu o padrão CGI, permitindo a criação de páginas web dinâmicas.
O desenvolvimento do NCSA HTTPd foi suspenso em 1998, mas o seu código foi preservado por um tempo no projeto Apache HTTP Server, que neste momento suporta aproximadamente dois terços dos servidores web da Internet. Atualmente, o servidor Apache não contém código originado do NCSA HTTPd.